# Hohenbrand (Nagel)
Hohenbrand ist ein Gemeindeteil der Gemeinde Nagel im oberfränkischen Landkreis Wunsiedel im Fichtelgebirge (Oberfranken, Bayern).

## Geographie und Verkehrsanbindung
Der aus zwei Hofstellen bestehender Weiler liegt etwas östlich des Wurmlohpasses am Fuße der Kösseine. Der Weiler ist durch einen Anliegerweg mit der Staatsstraße 2665 verbunden.

## Ortsname
Der Ortsname lautete ursprünglich „Hohe Brenndt“ oder „Hohe Brandt“ und bezieht sich auf das Abbrennen von Büschen und Baumstümpfen zur Gewinnung und Freihaltung von Acker- und Weideflächen. Das „hoch“ beschreibt die Höhenlage. Mit 670 m ü. NHN liegt Hohenbrand noch oberhalb des Wurmlohpasses und ist damit der höchstgelegene Gemeindeteil der Gemeinde Nagel.

## Geschichte

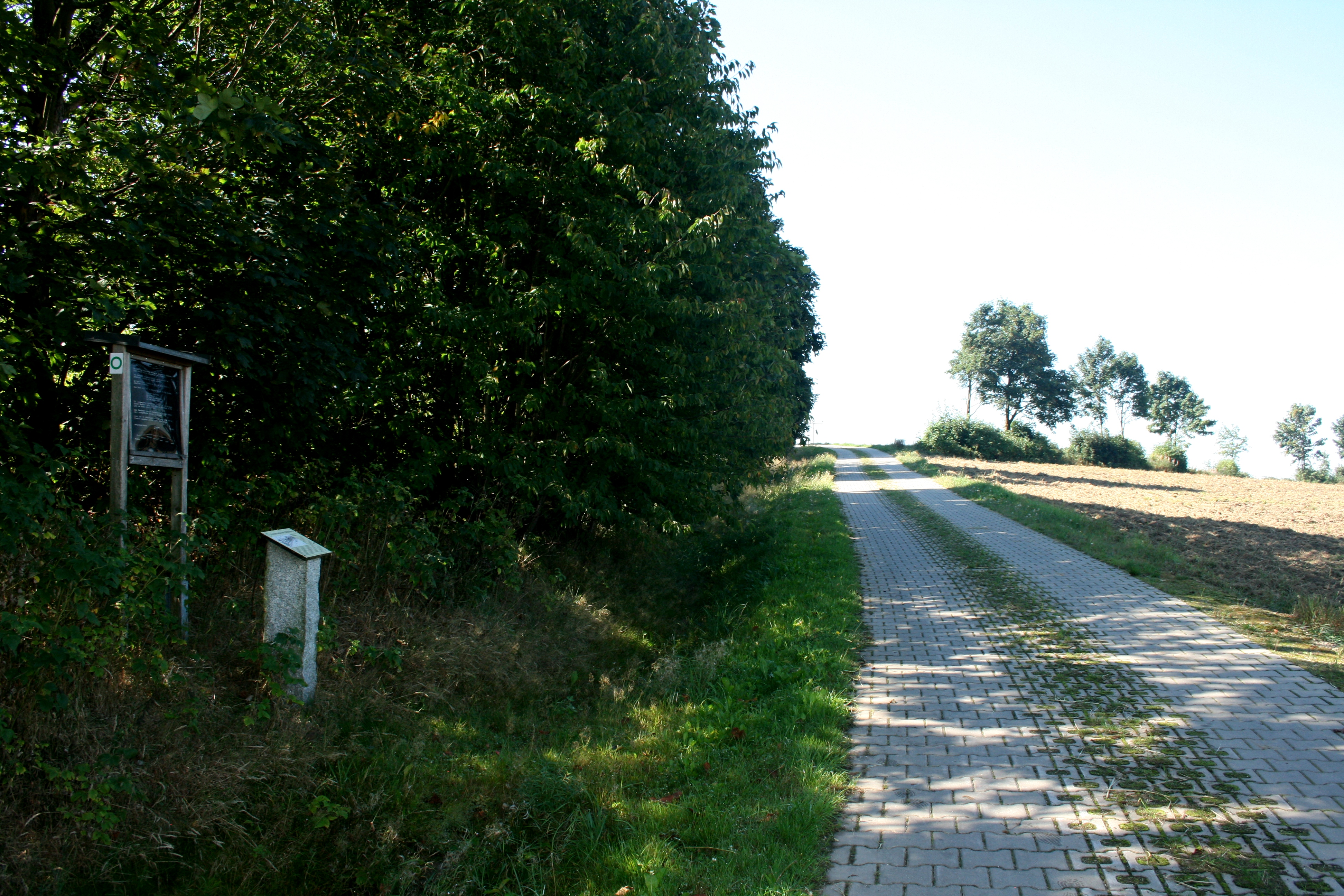
Die ehemalige Geleitstraße heute

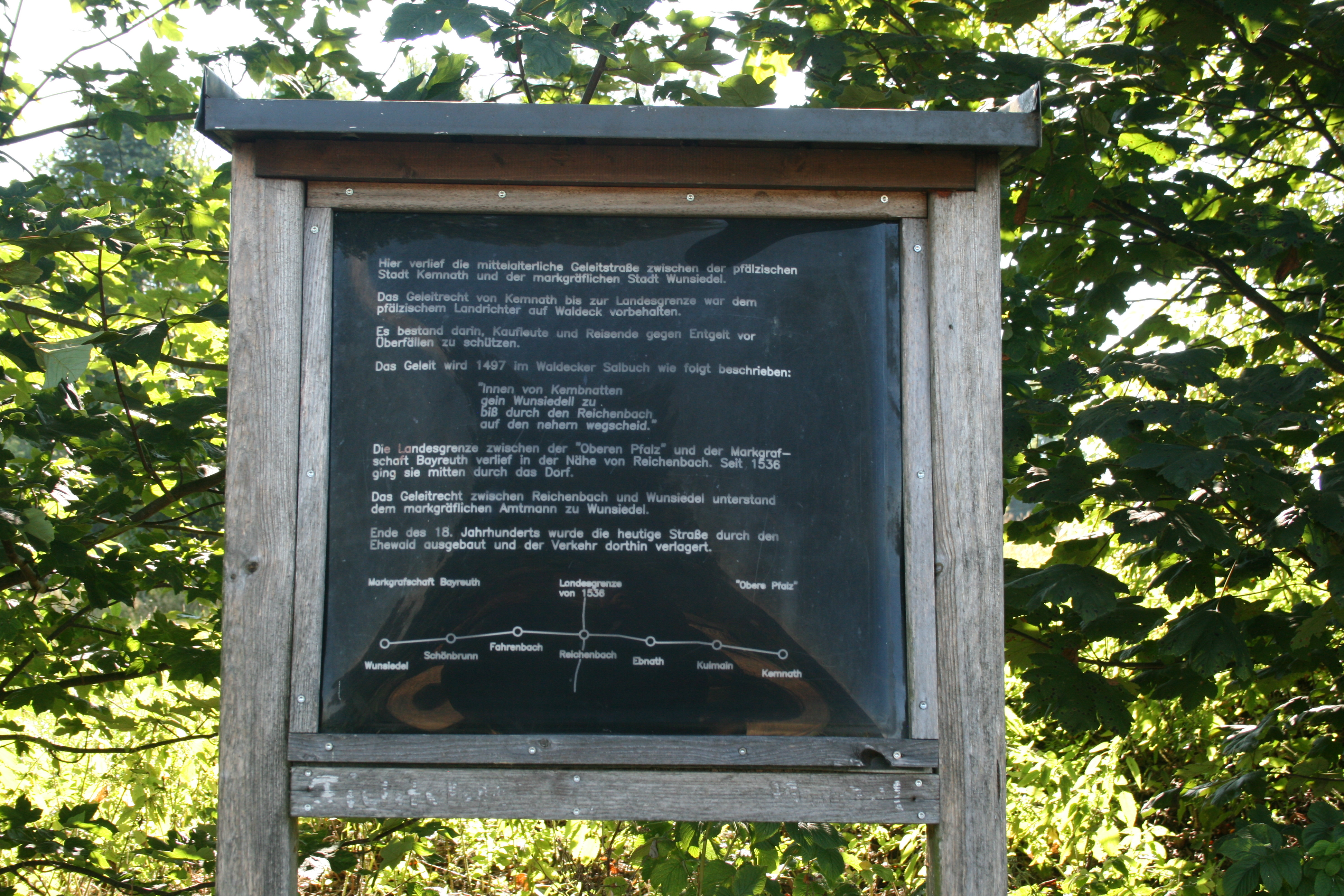
Informationstafel an der Geleitstraße

Auf dem Gebiet des heutigen Weilers lag im Mittelalter vermutlich das Dorf Pfeffergrün. Wahrscheinlich aufgrund einer Verschlechterung des Klimas konnten sich die Bauern in der Höhenlage nicht mehr halten und mussten das Dorf im Laufe des 14. Jahrhunderts aufgeben.
1566 errichteten die Herren von Fahrenbach auf dem Gelände der heutigen Hofstellen ein Forsthaus und ein kleines Bauerngut.
Die mittelalterliche Geleitstraße vom oberpfälzischen Kemnath zum markgräflichen Wunsiedel führte über Hohenbrand. Der Abschnitt Kemnath-Wunsiedel war Bestandteil einer Fernhandelsstraße, die Regensburg und Nürnberg mit Prag verband. Die Landesgrenze zwischen der Oberpfalz und dem Fürstentum Bayreuth verlief etwas südlich durch den Ort Reichenbach.
Die damalige Geleitstraße verlief also östlich der heutigen Staatsstraße. Erst Ende des 18. Jahrhunderts wurde der Verkehr verlegt und überquert seither den Wurmlohpass an der tiefstmöglichen Stelle. Erhaltene Teile der Geleitstraße werden heute als Feld- und Wanderweg benutzt.

## Wanderwege
Durch Hohenbrand verläuft der Höhenweg des Fichtelgebirgsvereins. Etwas oberhalb des Weilers liegt ein Wanderparkplatz, Ausgangspunkt für Besteigungen der Kösseine.